# UNA (energieproductiebedrijf)

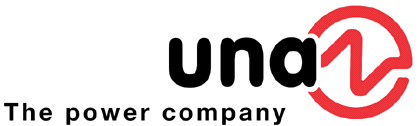
Logo van de N.V. UNA

De N.V. Energieproduktiebedrijf UNA (Utrecht-Noord-Holland-Amsterdam) was een een Nederlands elektriciteitsproductiebedrijf in de provincies Utrecht en Noord-Holland. Het ontstond door de fusie van de productietakken van de provinciale bedrijven P.E.N. (Noord-Holland) en PEGUS (Utrecht) in 1988.
In 1999 werd de UNA overgenomen door het Amerikaanse Reliant Energy. In 2003 verkocht Reliant de UNA aan Nuon.

## Enkele centrales van de UNA
- Centrale Velsen te Velsen-Noord
- Centrale Hemweg te Amsterdam
- Centrale Diemen te Diemen
- Centrale Lage Weide te Utrecht
- Centrale Merwedekanaal te Utrecht